# Narratofilia
Narratofilia (da raiz latina narrato e do grego filos, transliterado como filos e que significa “amor”) é um tipo de fetichismo que consiste em achar sexualmente excitante o fato de dizer ou ler algumas palavras ou histórias, geralmente obscenas a uma parceiro.
O termo é também usado para referir-se a excitação sexual provocada por escutar ou ler palavras e contos obscenos.
A narratofilia não se limita a erotismo ou obscenidade, sendo que algumas pessoas se excitam sexualmente com poesias, textos rebuscados com palavras de pouco uso e até mesmo outra língua.